# اخیوک (الاسکا)
اخیوک، الاسکا (به انگلیسی: Akhiok, Alaska) یک شهر در ایالات متحده آمریکا است که در Kodiak Island Borough واقع شده‌است.

## خصوصیات
اخیوک ۲۶٫۴ کیلومترمربع مساحت و ۷۱ نفر جمعیت دارد و ۹ متر بالاتر از سطح دریا واقع شده‌است.